# Vitkovac (Knjaževac)
Pour les articles homonymes, voir Vitkovac.
Vitkovac (en serbe cyrillique : Витковац) est un village de Serbie situé dans la municipalité de Knjaževac, district de Zaječar. Au recensement de 2011, il comptait 219 habitants.

## Démographie

### Évolution historique de la population
| 1948  | 1953  | 1961  | 1971 | 1981 | 1991 | 2002 | 2011 |
| ----- | ----- | ----- | ---- | ---- | ---- | ---- | ---- |
| 1 085 | 1 063 | 1 000 | 751  | 584  | 508  | 352  | 219  |

|  |